# E-Dyario
El periódico en línea e-Dyario es un medio de comunicación filipino en lengua española hecho en Filipinas por periodistas filipinos que se publicó durante la segunda década del siglo XXI.

## Historia
Fue fundado en 2010 por la Kapatiran Sandugo Foundation con el apoyo de la Asociación de Prensa de Cádiz y el respaldo de la AECID, dentro del marco de cooperación internacional «Ventura de los Reyes»,  el ciudadano filipino que junto con Pedro Pérez Tagle  representaron al Archipiélago en las Cortes convocadas en San Fernando el 24 de septiembre de 1810.

## Objetivos
Esta publicación pretende expandir en los países de habla hispana los rasgos propios de la cultura filipina y la realidad diaria del Archipiélago en distintos ámbitos.
El periódico también se centra en la difusión del idioma chabacano y colabora con los programas «Filipinas ahora mismo» y «Las riquezas de España» del servicio filipino de radiodifusión (Philippine Broadcst Service).

"...El sentimiento filipino tiene consistencia más que suficiente para que sea difundido por todo el mundo en múltiples idiomas. El idioma español goza de una vitalidad en todo el globo y también en Filipinas adecuada para que pueda saltar desde la enseñanza a otros ámbitos. Se puede decir que del cruce de estas dos afirmaciones nace e-Dyario, el primer periódico digital que se hace en Filipinas con el español como medio de expresión..."
Editorial